# Emil Fucec
Emil Fucec (n. 1886, Sârbi, jud. Maramureș – d. 1980, Sighet) a fost un deputat în Marea Adunare Națională de la Alba Iulia, organismul legislativ reprezentativ al „tuturor românilor din Transilvania, Banat și Țara Ungurească”, cel care a adoptat hotărârea privind Unirea Transilvaniei cu România, la 1 decembrie 1918 .

## Biografie
Emil Fucec a studiat la Academia Teologică din Gherla. Ca preot s-a implicat în programele Asociației pentru cultura poporului român din Maramureș (Asociația Maramureșeană).

## Activitatea politică
Ca delegat în Adunarea Națională din 1 decembrie 1918 a fost reprezentant al cercului electoral Ocna Șugatag. A fost președinte al Consiliului Național Român local, participând la formarea Gărzii Naționale Române.